# Aérodrome de Sansanné-Mango
 (mars 2024).
L'aérodrome de Sansanné-Mango (code OACI : DXMG) est un aéroport desservant Mango au Togo.